# 5896 Narrenschiff
5896 Narrenschiff este un asteroid din centura principală de asteroizi.

## Descriere
5896 Narrenschiff este un asteroid din centura principală de asteroizi. A fost descoperit pe 12 noiembrie 1982 la Observatorul de Astrofizică din Crimeea de Liudmila Karacikina. Asteroidul prezintă o orbită caracterizată de o semiaxă mare de 2,28 ua, o excentricitate de 0,01 și o înclinație de 3,1° în raport cu ecliptica.